# ¿Por qué no te callas?

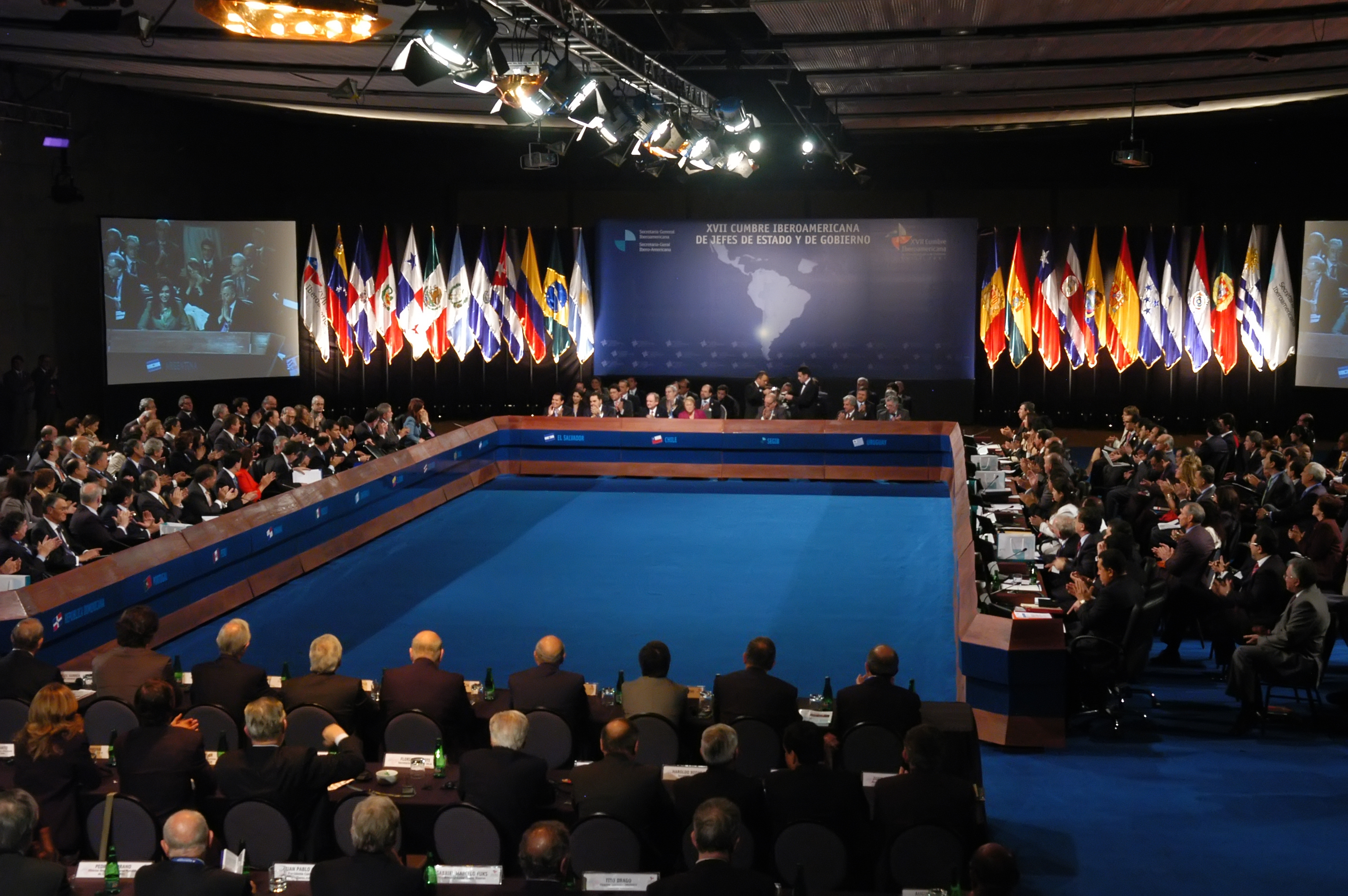
Plenario de la XVII Cumbre Iberoamericana, celebrada en Santiago de Chile.

«¿Por qué no te callas?» fue una oración pronunciada por el rey de España Juan Carlos I, el 10 de noviembre de 2007, dirigida al presidente de Venezuela, Hugo Chávez, como reprimenda tras las reiteradas interrupciones que este realizaba al presidente del Gobierno de España, José Luis Rodríguez Zapatero, en la XVII Cumbre Iberoamericana de Jefes de Estado, celebrada en el centro de convenciones de Espacio Riesco en Santiago de Chile.
La oración se convirtió rápidamente en un fenómeno social y de Internet, siendo tema de imitaciones, burlas, parodias, programas de televisión, tonos de llamada para teléfonos y títulos de programas de televisión en Argentina y España.

## Antecedentes

### La posición del gobierno de Aznar ante el golpe de Estado en Venezuela en 2002
Las relaciones entre los presidentes Hugo Chávez y José María Aznar comenzaron a deteriorarse abiertamente después del golpe de Estado en Venezuela de 2002, debido a la declaración emitida de manera conjunta por los gobiernos de Estados Unidos y España. La misma decía textualmente:

Los gobiernos de Estados Unidos y de España, en el marco de su diálogo político reforzado, siguen los acontecimientos que se desarrollan en Venezuela con gran interés y preocupación, y en contacto continuo. [Los dos gobiernos] declaran su rechazo a los actos de violencia que han causado una cantidad de víctimas, expresan su pleno respaldo y solidaridad con el pueblo de Venezuela y expresan su deseo de que la excepcional situación que experimenta Venezuela conduzca en el plazo más breve a la normalización democrática plena.
Declaración conjunta de Estados Unidos y el Reino de España sobre la situación en Venezuela

Otros países, como Argentina, Brasil, Chile, México y Paraguay, expresaron su postura de abierto rechazo, mientras que Colombia y El Salvador dieron muestras de simpatía al breve gobierno de Pedro Carmona.

### Crisis de declaraciones políticas en 2004
Terminada la administración de José María Aznar, el 22 de noviembre de 2004, el nuevo titular del Ministerio de Asuntos Exteriores y de Cooperación de España, Miguel Ángel Moratinos, declaró en el programa 59 segundos de TVE que Aznar había girado instrucciones al embajador de España en Venezuela para apoyar el golpe de Estado de abril de 2002, lo cual provocó una crisis política al respecto del tema.
Esta crisis fue acentuada por las declaraciones del 28 de noviembre de 2004, del exsecretario de Relaciones Exteriores de México Jorge Castañeda, quien denunció a los medios de comunicación que «Colombia, España, Estados Unidos y El Salvador apoyaron el golpe del 11 de abril de 2002». La denuncia fue respaldada por la exministra de Relaciones Exteriores de Chile, Soledad Alvear, aunque ella omitió dar nombres.
Hugo Chávez, por su parte, respaldó a Moratinos y dijo que era cierto que Aznar apoyó el golpe, lo cual calificó como un «gravísimo error»; no obstante, manifestó que el incidente quedaba atrás, pues las relaciones entre España y Venezuela tenían «un presente de integración promisorio». Ante la insistencia de las preguntas de los periodistas, Chávez dijo que en un primer momento tuvo buenas relaciones con Aznar; sin embargo, el expresidente cambió y surgió el desencuentro. Terminó con la siguiente frase: «Con Aznar no hubo ni química, ni física ni matemática».
El presidente José Luis Rodríguez Zapatero intentó restar importancia al incidente, diciendo:

No tengo que dar explicaciones de nada, porque la actitud del Gobierno español ha sido la que se conoce en virtud de las notas oficiales y seguirá siendo la misma, la de apostar por la consolidación institucional y la normalidad democrática en Venezuela.
José Luis Rodríguez Zapatero

### Descalificaciones y ataques personales durante 2005, 2006 y 2007
El 16 de marzo de 2005, el expresidente del Gobierno español José María Aznar, en una entrevista en Miami con la junta editorial de The Miami Herald y periodistas de El Nuevo Herald, calificó de «profundamente irresponsable» la política exterior de su sucesor socialista, José Luis Rodríguez Zapatero.
Dos días después de la visita de Evo Morales a España, el 6 de enero de 2006, el periódico La Razón (de Madrid) dio la noticia de que la fundación FAES, dirigida por el expresidente español José María Aznar, anunció que entre sus principales objetivos para el año 2006 estarían el reforzamiento de su presencia y la divulgación de su tesis en América Latina, a la que calificó como una «región amenazada por la explosiva combinación de populismo e indigenismo bajo la sombra de la alianza entre Fidel Castro y el venezolano Hugo Chávez, tándem al que se ha unido el nuevo presidente boliviano Evo Morales». El objetivo sería combatir el «caudillismo populista» ante el año que se avecinaba y en el que se esperaban múltiples procesos electorales en América Latina.
El 5 de octubre de 2006, el expresidente Aznar dijo durante una visita en Chile que el mandatario venezolano Hugo Chávez era «una amenaza peligrosa para la región», declaraciones que se publicaron en el diario El Mercurio (de Santiago de Chile) y se difundieron mundialmente.
En menos de un mes, y nuevamente en Miami, el expresidente Aznar declaró el 23 de octubre de 2006: «Latinoamérica está amenazada por una nueva especie totalitaria que el presidente Hugo Chávez quiere imponer en la región».
El 27 de abril de 2007, la guerra verbal fue por ambas partes; por la mañana, desde Filadelfia, en el marco de la presentación del libro América Latina, una agenda de libertad, Aznar llamó a Estados Unidos, Europa y a las democracias de los países latinoamericanos a «derrotar el socialismo del siglo XXI».
Ese mismo día por la tarde, en un discurso televisado desde la Universidad Nacional Experimental de los Llanos Centrales Rómulo Gallegos, en Guárico, Chávez realizó declaraciones contra los expresidentes Vicente Fox de México, Alejandro Toledo de Perú y, en especial, contra el expresidente José María Aznar de España. Leyendo las noticias internacionales, dijo:

Aquí está el expresidente, y este es un fascista, este es un fascista que además apoyó el golpe aquí; el golpe del 11 de abril [de 2002] fue apoyado por el entonces presidente español, que es un fascista; ese es de la calaña de Adolfo Hitler, es un verdadero fascista de la extrema derecha mundial, lacayo de George Bush, un verdadero lacayo, un tipo que da asco y da lástima; me refiero al expresidente José María Aznar».
Hugo Chávez, 27 de abril de 2007

Las declaraciones de ambos protagonistas fueron tema de todos los noticieros televisivos, pues, además, eran los días del comienzo de la Cumbre de Alternativa Bolivariana de las Américas (ALBA).
Jorge Moragas, secretario de Relaciones Exteriores del Partido Popular (partido de Aznar), declaró que su partido instó y exigió al Gobierno del presidente José Luis Rodríguez Zapatero (del PSOE) a que presentara una protesta formal y expresara su rechazo a los insultos realizados al expresidente de España. Gustavo de Arístegui (PP) también protestó y demandó reclamar al Gobierno de Venezuela.

## La Cumbre de 2007
El título de la declaración de la XVII Cumbre Iberoamericana fue «Iberoamérica: Desarrollo e inclusión social». Ante las exposiciones de las diferentes delegaciones, los discursos comenzaron a polemizarse cuando los Gobiernos de Venezuela, Cuba, Bolivia y Nicaragua se pronunciaron en contra del comportamiento de las empresas transnacionales de Estados Unidos y Europa, rechazando la privatización de servicios públicos como electricidad y agua potable en sus países.
El 9 de noviembre, dentro de la asamblea de la cumbre, Hugo Chávez se pronunció en contra de la tesis del neoliberalismo, denunció la campaña sostenida de descalificaciones del expresidente Aznar, así como la supuesta participación del Gobierno de España en el golpe de Estado en Venezuela de 2002, y nuevamente le calificó de «fascista».
El 10 de noviembre, durante la firma por parte de todos los presidentes del libro de acuerdos, el presidente Hugo Chávez intervino por penúltima vez. En su discurso reveló una supuesta conversación mantenida años antes con José María Aznar durante una visita en Caracas, aseguró que Aznar le había pedido cambiar su ideología socialista, explicó la razón por la cual le llamaba «fascista» y denunció la campaña sostenida en su contra por el expresidente:

Yo ayer me referí a un expresidente español; espero que el gobierno español, hoy dirigido por mi amigo, el presidente Zapatero, no se vaya a molestar; yo estoy además respondiendo a un ataque de ese señor, que anda por el mundo diciendo que yo soy un peligro para América Latina, que él viene a América Latina y que un día en Caracas me visitó. Ustedes saben quién es José María Aznar, yo ayer lo dije y lo repito: ese señor es un fascista. Y fue a Caracas y me dijo: «Vine a visitarte porque vengo a invitarte a nuestro club». [...]

Aquel hombre [Aznar] allí develó todo el rostro horrible del fascismo, el racismo y todo lo demás; por supuesto, nosotros en Venezuela seguimos nuestro camino, no entramos a ese club porque somos humanos, y los fascistas no son humanos, tienen forma humana, pero no son humanos; yo creo que una serpiente es más humana que un fascista o que un racista; un tigre es más humano.
Hugo Chávez, 10 de noviembre de 2007

El final de la Cumbre ya había sido anunciado. Sin embargo, fue entonces cuando el presidente José Luis Rodríguez Zapatero solicitó la palabra para exigir respeto hacia el expresidente Aznar.

### El incidente
Mientras Zapatero hablaba, el presidente de Venezuela, Hugo Chávez, le interrumpía continua y repetidamente, habiendo calificado de fascista al expresidente del Gobierno español José María Aznar y expresado que «una serpiente es más humana que un fascista».
Cuando Rodríguez Zapatero exigió respeto para Aznar, siendo de nuevo interrumpido por Chávez, el rey Juan Carlos pronunció la famosa frase, instando a Chávez a callarse. La presidenta de Chile, Michelle Bachelet, pidió no hacer diálogo, para que de esta manera el presidente Zapatero pudiera terminar su intervención.
El diario El País de España transcribe de manera distinta la frase atribuida por algunos sectores al presidente Chávez, donde menciona la palabra «serpiente»: «una serpiente es más humana que un fascista o un racista; un tigre es más humano que un fascista o un racista». Además, El País sostiene que esta última frase no habría sido dicha mientras Zapatero estaba en el uso de la palabra, sino anteriormente, cuando la palabra la tenía Chávez y este criticaba la presunta participación del expresidente de España en el golpe de Estado en Venezuela de 2002.
Unos minutos después de la famosa frase, el rey de España realizó otro acto inusual, al retirarse de la cumbre mientras hablaba el presidente de Nicaragua, al parecer para expresar su disconformidad con la crítica que éste estaba realizando a las empresas españolas que actúan en ese país.
En un tercer hecho inusual, la presidenta de Chile y anfitriona debió ir a buscarlo para pedirle que estuviera presente en el momento de la clausura. El rey español regresó a la ceremonia, pero luego volvió a retirarse y no estuvo presente durante la interpretación del Himno nacional de Chile, que cerraba las deliberaciones.
A continuación se transcriben textualmente las palabras pronunciadas por los protagonistas:

Zapatero: Solamente quería, presidenta Bachelet, hacer una manifestación en torno a las... las palabras pronunciadas por el presidente de Venezuela, por el presidente Hugo Chávez, en relación con el expresidente del Gobierno de España, con el señor Aznar; quiero expresar, presidente Hugo Chávez, que estamos en una mesa en la que hay gobiernos democráticos, que representan a sus ciudadanos en una comunidad iberoamericana, que tienen como principios esenciales el respeto, el respeto. Se puede estar en las antípodas de una posición ideológica, no seré yo el que esté cerca de las ideas de Aznar, pero el expresidente Aznar fue elegido por los españoles, y exijo, exijo...

Chávez: Dígale a él que respete la dignidad de nuestro pueblo.

Zapatero: Exijo...

Rey: ¡Tú! (mientras le señala con la mano).

Zapatero: Un momentín...

Chávez: Dígale lo mismo a él.

Zapatero: Exijo... exijo ese respeto, por una razón, además...

Chávez: Dígale usted lo mismo a él, presidente.

Zapatero: Por supuesto.

Chávez: Dígale lo mismo a él...

Zapatero: Por supuesto.

Chávez: Porque él anda irrespetando a Venezuela por todas partes, yo tengo derecho a defender...

Zapatero: Bien...

Rey: ¿Por qué no te callas?

Bachelet: Por favor, no hagamos diálogo; han tenido tiempo para plantear su posición. Presidente, termine, y deprisa.

Zapatero: Yo... sí, un momentín.

Chávez: Yo no puedo aceptar esta posición del presidente Zapatero.

Zapatero: Presidente Hugo Chávez...

Chávez: Podrá ser español el presidente Aznar, pero es un fascista y es una falta de respeto.

Zapatero: Presidente Hugo Chávez, creo que hay una esencia y un principio en el diálogo, y es que, para respetar, y para ser respetado, debemos de procurar no caer en la descalificación. Se puede discrepar radicalmente de las ideas, denunciar las ideas, los comportamientos, sin caer en la descalificación. Nunca. Bueno, yo, lo que quiero expresar, lo que quiero expresar, es que es una buena forma de poder trabajar, entendernos en favor de nuestros pueblos, de nuestros pueblos, que nos respetemos, a los representantes democráticos, y pido, pido, presidenta Bachelet, que esa sea una norma de conducta en un foro que representa a los ciudadanos: que respetemos a todos nuestros dirigentes, a todos los gobernantes y exgobernantes de los países que formamos esta comunidad. Creo que es un buen principio, y estoy... deseo fervientemente, deseo fervientemente que ese sea un código de conducta, porque las formas dan el ser a las cosas, y se puede discrepar radicalmente de todo respetando a las personas; ese es el principio para que uno luego pueda ser respetado. Y estoy seguro de que toda esta mesa y todos los latinoamericanos quieren que todos los gobernantes democráticos, que estamos aquí en representación del pueblo, seamos respetados, hoy y mañana, aunque discrepemos profundamente de las ideas que tengamos.

[Aplausos].

El presidente de Nicaragua, Daniel Ortega, solicita el derecho de palabra a la presidenta Bachelet. Esta le concede tres minutos.

Ortega: Ayer nuestros hermanos españoles pidieron una intervención.
Fueron intervenciones que coinciden con determinadas posiciones y son interrumpidas las intervenciones, cuando no coinciden con determinadas posiciones. Hoy España ha tenido una segunda intervención, y yo he tenido nada más una intervención, así es que no me pueden limitar a tener otra intervención [...]. Ya si no nos dan derecho de hablar, no tiene sentido esta cumbre, así es que yo no me limito a tres minutos.

Chávez: ¿Me das un minuto?

Ortega: Claro que te lo doy.

Chávez: Quizá menos de tu minuto, Daniel. Para responderle ―con una frase de un infinito hombre de esta tierra― al presidente Zapatero, con todo mi afecto, él sabe que se lo tengo; me refiero a José Gervasio Artigas, cuando dijo: «con la verdad ni ofendo ni temo»; el Gobierno de Venezuela se reserva el derecho a responder cualquier agresión, en cualquier lugar, en cualquier espacio y en cualquier tono, solo eso.

A continuación, la intervención del presidente de Nicaragua, Daniel Ortega, duró alrededor de veinte minutos, y denunció la privatización de la distribución eléctrica de Nicaragua por anteriores gobiernos nicaragüenses en favor de la empresa española Unión Fenosa. Ortega también se quejó de las operaciones de dicha empresa en la compra de energía a empresas generadoras, así como la supuesta injerencia de las embajadas de España y Estados Unidos en asociación con la oposición nicaragüense. Fue en esos momentos, cuando el rey Juan Carlos de Borbón se levantó y salió del recinto.
Por otra parte, la frase «con la verdad ni ofendo ni temo», atribuida por Hugo Chávez a José Gervasio Artigas, es en realidad «con libertad ni ofendo ni temo».

### Reacciones inmediatas
La cumbre, entonces, se extendió, pues el presidente de Nicaragua, Daniel Ortega, solicitó la palabra para una nueva intervención; una vez concedida la palabra por la presidenta Bachelet, Chávez le pidió un minuto a Ortega, quien se lo concedió:

Quizá menos de tu minuto, Daniel. Para responderle ―con una frase de un infinito hombre de esta tierra― al presidente Zapatero, con todo mi afecto, él sabe que se lo tengo; me refiero a José Gervasio Artigas, cuando dijo: «Con la verdad ni ofendo ni temo». El gobierno de Venezuela se reserva el derecho a responder cualquier agresión, en cualquier lugar, en cualquier espacio y en cualquier tono. Solo eso.
Hugo Chávez, 10 de noviembre de 2007

Durante la intervención de Ortega, el rey Juan Carlos I abandonó el recinto, pues Ortega, además de apoyar a Chávez, denunció la «política injerencista» de España en Nicaragua. La delegación cubana, a través de Carlos Lage Dávila, también solicitó la palabra, para apoyar el derecho a defenderse de Chávez y reclamar ante las declaraciones y políticas de Aznar contra el gobierno cubano.
Esa misma noche, el expresidente Aznar llamó por teléfono al presidente Zapatero y al rey Juan Carlos para agradecerles el apoyo y discurso pronunciado en su defensa; a partir de ese momento las descalificaciones personales cesaron. [cita requerida]
Una vez concluida la cumbre, tanto el presidente Chávez como el presidente Zapatero reafirmaron y defendieron sus posiciones a los periodistas de la prensa internacional.

## Reacciones posteriores de los involucrados
En los días siguientes al incidente, el gobierno español intentó rebajar la tensión y restar importancia al choque, mientras Chávez fue incrementando las tensiones a través de repetidas declaraciones acerca del incidente.
Tras la reunión, Zapatero expresó su descontento con la situación, diciendo: «Espero que sea la última vez, porque construir un diálogo democrático es, ante todo, construir el respeto».
El 12 de noviembre, el presidente Chávez declaró: «Yo no oí lo que dijo el rey», para agregar que le contaron que el soberano español estaba «como un toro».
Aclarando: «Espero que esto no empañe las relaciones, pero sí me parece un ex abrupto que venga un rey a gritarle a un presidente: “Ahora cállate”».
El 14 de noviembre, el presidente Chávez sostuvo: «las empresas españolas van a tener que empezar a rendir más cuentas y que yo voy a meterles el ojo a ver qué están haciendo aquí, a todas las empresas españolas que estén en Venezuela», en lo que fue considerado como una amenaza abierta a los intereses empresariales españoles en Venezuela.
Coincidentemente, la Organización Internacional del Trabajo (OIT) emitió una resolución de censura contra Venezuela por una denuncia de 2003 referida a violaciones de los derechos de los empresarios y sus asociaciones.
Semanas después del incidente, Chávez afirmó que si el rey Juan Carlos I no pedía disculpas «por haberle agredido» en la XVII Cumbre Iberoamericana, tomaría «acciones».
En el cierre de campaña a favor del referéndum para la reforma constitucional para posibilitar la reelección y ampliación de sus facultades, Chávez siguió utilizando el enfrentamiento con España, ahora amenazando con que si «la derecha española ―en clara referencia al Partido Popular, partido del que fuera líder Aznar hasta 2004― volvía al Gobierno de España» en 2008, nacionalizaría los bancos españoles en Venezuela.
El 5 de diciembre de 2007, Chávez declaró que el Gobierno español le había pedido que recibiera un mensaje personal del rey de las manos del príncipe Felipe de Borbón durante la toma de posesión de la nueva presidenta argentina, Cristina Kirchner, el 10 de diciembre en Buenos Aires, a la que ambos asistieron.
Chávez declaró que iba a recibir el mensaje, ya que es «un caballero» y tiene «mucho afecto al Príncipe».
Según Chávez, el rey de España lo habría felicitado después del referéndum constitucional que se celebró en Venezuela el 2 de diciembre de 2007, y esto había sido interpretado como una señal de distensión de la crisis entre los gobiernos de Venezuela y España.
No obstante, poco después, el Príncipe de Asturias negó que tuviera que entregar un mensaje del rey a Chávez.

## Otras reacciones
En España, el Partido Popular criticó la actuación de Zapatero, a cuya «imprevisión», «negligencia» y «falta de capacidad de actuación» atribuyó el incidente, al mismo tiempo que elogió al rey por «defender al conjunto de los españoles».
En sentido contrario, el partido Izquierda Unida defendió a Chávez y ratificó las denuncias realizadas contra Aznar, declarando que «puede discutirse la oportunidad de las formas», pero «lo que no es discutible es lo dicho por Chávez sobre la implicación y el apoyo» del gobierno de Aznar en la intentona de derrocarlo en 2002.
Preguntado sobre el cruce verbal del rey de España y el presidente de Venezuela, el argentino Adolfo Pérez Esquivel, Premio Nobel de la Paz, declaró que «hace falta más de un rey para callar a Chávez» y que «quizá no fuera oportuno, pero Chávez tenía razón», porque [el expresidente José María] «Aznar, un político democrático ¡y apoyando a los golpistas, respaldando un golpe de Estado...!».
Cuando se le consultó sobre la frase «¿por qué no te callas?», dicha por Juan Carlos I de España a Hugo Chávez durante la última Cumbre Iberoamericana en Chile, el presidente ecuatoriano Rafael Correa expresó:

Me parece una tremenda falta de respeto ―por más que haya perdido la paciencia― de quien estimo mucho, Juan Carlos. Y gracias a Dios, Chávez no lo oyó.

## Impacto social y legado

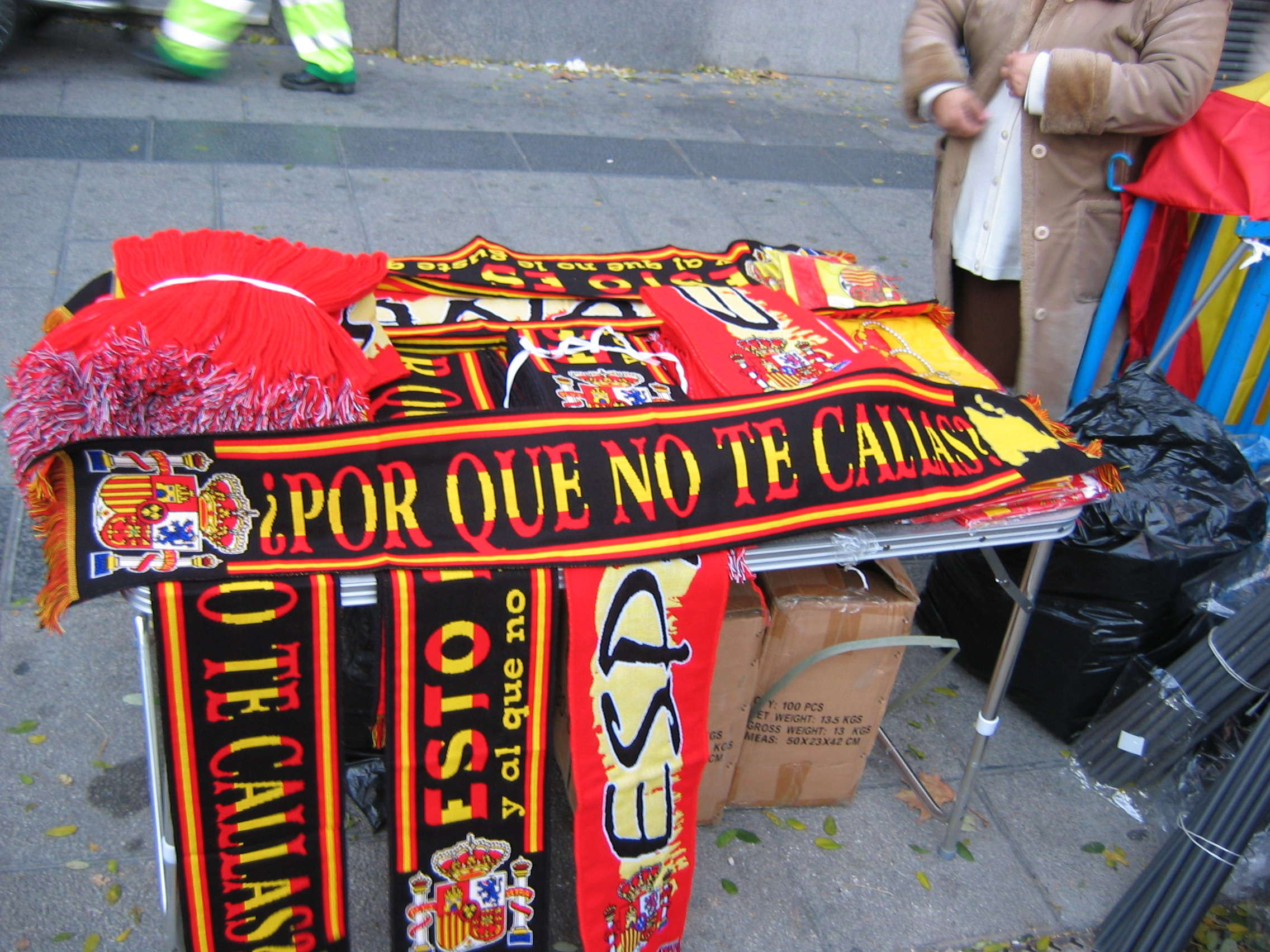
Bufanda con el «¿Por qué no te callas?».

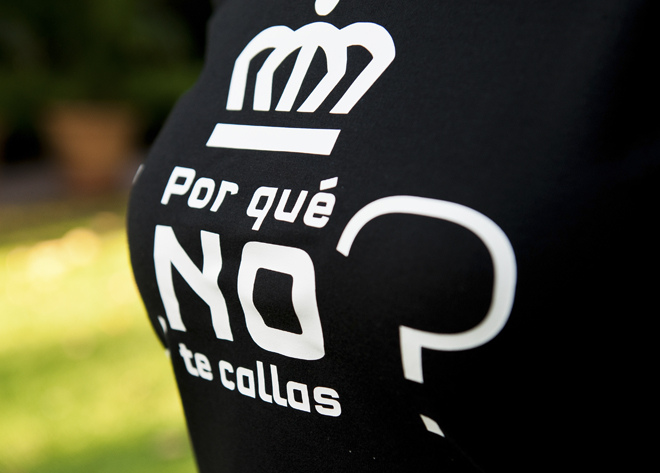
Camiseta con el «¿Por qué no te callas?»

El impacto social fue instantáneo. La frase ha sido portada de diferentes diarios de habla hispana. El mismo presidente Zapatero confesó que, al regresar a España, su propia hija le recordó la frase.
Incluso, una personalidad del ámbito musical como Joaquín Sabina la ha usado humorísticamente dirigiéndose a Joan Manuel Serrat.
Además, en Argentina, la frase se utilizó para un programa de televisión del canal Telefé, conducido por Mariano Peluffo.
La frase del rey también ha sido generalizadamente comparada con la famosa frase «cállate, cállate que me desesperas» que el personaje de Quico solía repetir en la serie televisiva mexicana El Chavo del 8.
También cabe destacar la canción «Baila el Chiki-chiki» seleccionada para representar a España en el Festival de la Canción de Eurovisión 2008 compuesta por el humorista Rodolfo Chikilicuatre en la que incluye en su letra la frase dicha por el rey Juan Carlos I en alusión al ya conocido incidente.
El 1 de julio, el presidente peruano Alan García utilizó estas palabras para responder a los comentarios de su homólogo boliviano, el izquierdista Evo Morales:

Habría que decir como [el rey] Juan Carlos de España ¡por qué no te callas!, métete en tu país y no te metas en el mío, ya estás jalando demasiado la pita (cuerda).

La popularidad de la frase llegó hasta la fabricación de objetos de merchandising, tales como banderas, bufandas y camisetas con la frase, habitualmente acompañadas con los símbolos y colores de España y la Corona, y con la cara del rey Juan Carlos.
La frase ha aparecido representada en varias producciones de ficción, siendo una de las más relevantes la película Ocho apellidos vascos, de 2014, que es la más taquillera de la historia de España. En una escena del filme, se ve junto a un aparato de televisión una bufanda con la bandera de España y la frase "¿Por qué no te callas?" estampada en ella. El fenómeno llegó hasta Japón y la frase apareció en la serie animada Hetalia: Axis Powers. Los personajes de esta serie representan a las naciones del mundo y el personaje representante de España lleva una camiseta con la frase del rey en uno de los episodios.

### Fenómeno de Internet
Gran parte del fenómeno social se manifestó en Internet.
Tras el incidente, el portal de vídeos YouTube registró rápidamente la subida de numerosos vídeos que recogían el momento en que fue pronunciada la frase.
Sin embargo, también se crearon ediciones propias, tales como adaptaciones de títeres, fotomontajes y hasta un reguetón propio.
La acogida del público fue grande, como lo prueban las visitas en YouTube.
Diferentes blogs y foros de Internet tocaron el tema, además de aparecer en redes sociales como Hi5 y Facebook, con grupos aludiendo a la frase «¿por qué no te callas?».
Asimismo, se registró el nombre de dominio www.porquenotecallas.com, el cual se subastó por un precio que superó los 10 000 dólares.
Ebay se vio obligado a anular la subasta después de que esta cometiera una violación del derecho de propiedad intelectual sobre uno de los iconos más representativos de la cultura popular española, el toro de Osborne.
Posteriormente, el propietario del dominio realizó una segunda subasta, alcanzando la cifra de 852 euros, una fracción de la subasta inicial.
Quedaron registrados en el mismo día todos los dominios de las restantes denominaciones.
En la semana siguiente empezaron a registrarse las distintas derivaciones SMS como «xknotecallas.com».
También se registraron otras derivaciones de la frase original: «porquenoteries.com», «porqueteries.com», etc.
Incluso: «porquenosecallavos.com» y la expresión «popular» despectiva «cierraelhocico.com».[cita requerida]
Los análisis del acontecimiento realizados por el sitio web Compete ―que muestra el tráfico de los dos dominios más conocidos― registraron en el mes del boom internauta un pico que llegó a alcanzar los 10 000 visitantes únicos mensuales en «porquenotecallas.com» y 2000 visitantes únicos al mes en el equivalente español, «porquenotecallas.es», reduciéndose a fecha de enero de 2008 a unas 300 visitas para ambos dominios; esto pone de relieve la vorágine especulativa que dichos dominios tuvieron.
En enero de 2008, ningún dominio de los anteriores mencionados había desarrollado ninguna clase de página, foro o portal, ni había reclamado ser el centro informativo o social en Internet sobre el evento.

## Normalización
Durante la visita oficial que Chávez realizó a España en julio de 2008, se produjo el reencuentro entre el mandatario y el rey Juan Carlos I en el Palacio de Marivent, residencia veraniega del rey en Palma de Mallorca. El encuentro fue muy cordial, con un efusivo saludo entre ambos, que incluso llegaron a bromear sobre la popular frase que marcó el incidente, cuando Juan Carlos I le regaló al presidente venezolano una camiseta con la inscripción «¿Por qué no te callas?», produciéndose de este modo la normalización de las relaciones entre ambos países y dándose por zanjada la famosa discusión. En este encuentro, Chávez saludó a Juan Carlos imitando su voz: «¿Por qué no nos vamos a la playa?».